# Szyb (górnictwo)

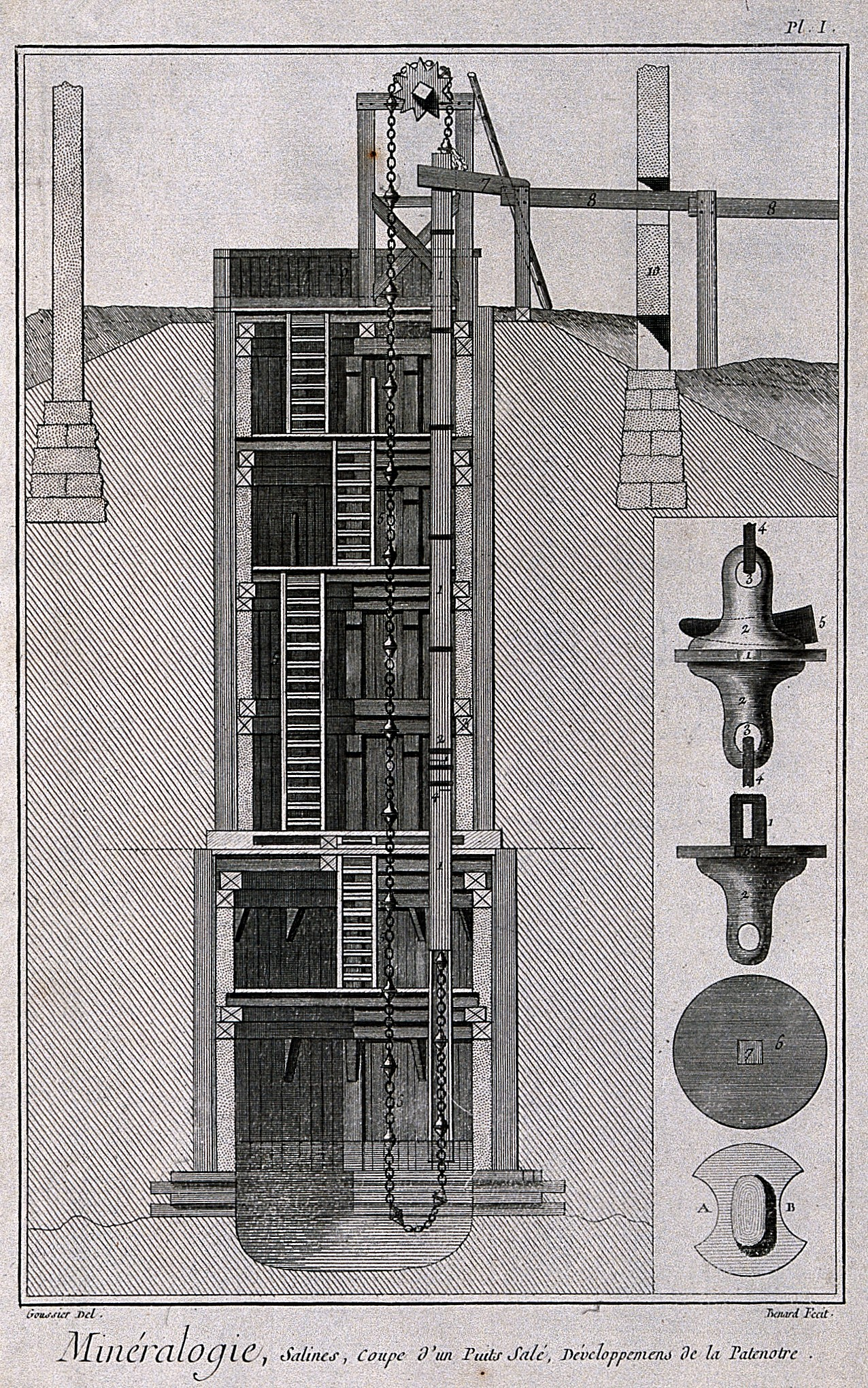
Przekrój szybu wyciągowego, grafika Roberta Bénarda

Szyb (niem. Schacht, żarg. szacht [w Zagłębiu Ostrawsko-Karwińskim] ) – wyrobisko kapitalne górnicze  pionowe  lub pochyłe (zob. szyb pochyły) o nachyleniu powyżej 45° o przekroju poprzecznym powyżej 4 m² i znacznej głębokości, prowadzące z powierzchni terenu do położonego w głębi ziemi złoża kopaliny użytecznej lub łączące wyrobiska poziome pod ziemią. 
- Szyb ślepy – wyrobisko pionowe niemające ujścia na powierzchnię i łączące wyrobiska poziome pod ziemią.
- Szybik – szyb o średnicy mniejszej niż 3,0 m (w przypadku szybu o przekroju kołowym) lub szyb o powierzchni przekroju poprzecznego w świetle obudowy mniejszej niż 15 m².

Szyby służą do udostępnienia złoża  oraz są głównymi wyrobiskami komunikacyjnymi i wentylacyjnymi kopalni. Posadowienie obudowy szybu to stopa szybowa. Szyb składa się z nadszybia, rury szybowej, podszybia i rząpia. Nad szybem na powierzchni terenu znajduje się wieża szybowa, nad wylotem szybu położone jest nadszybie i zrąb. Na kolejnych poziomach kopalni bezpośrednio do szybu przylegają podszybia. Dolna część szybu, leżąca poniżej najgłębszego poziomu wydobywczego, nosi nazwę rząpia. Odcinek szybu między nadszybiem a rząpiem nazywany jest rurą szybową. Rura szybowa szybu podzielona jest na przedziały:
- transportowy – przeznaczony do transportu materiału urobku i ludzi;
- drabinowy – służący do zejścia i wyjścia ludzi w przypadku uszkodzenia wyciągu;
- kablowo rurowy – do zawieszania kabli energetycznych i telekomunikacyjnych, rurociągów  sprężonego powietrza, wody, płynnej podsadzki;
- przedział skipowy – wydzielony jest obok przedziału transportowego w niektórych głębokich szybach o dużym przekroju.

## Podział szybów

### Ze względu na główną funkcję
- szyby skipowe,
- szyby wentylacyjne: wdechowe i wydechowe,
- szyby podsadzkowe,
- szyby materiałowe,
- szyby zjazdowe.

### Ze względu na położenie
- szyby główne – położone w centralnej części obszaru górniczego,
- szyby peryferyjne (pomocnicze) – położone przy granicach obszaru górniczego.

### Ze względu na kształt
- szyby prostokątne,
- szyby eliptyczne,
- szyby okrągłe,
- szyby wielobokowe.

### Ze względu na obudowę
- szyby w obudowie drewnianej,
- szyby w obudowie murowej,
- szyby w obudowie betonowej,
- szyby w obudowie żelbetowej,
- szyby w obudowie stalowej,
- szyby w obudowie tubingowej.

### Ze względu na kąt
- szyby pochyłe od 45º,
- szyby pionowe 90º.